# Huťský potok (přítok Včelničky)
Huťský potok je levostranný přítok Včelničky v okrese Pelhřimov v Kraji Vysočina. Plocha povodí činí 6,52 km².

## Průběh toku
Potok pramení jižně od vrchu Bohutín (710 m n. m.) v katastru obce Těmice v nadmořské výšce 672 m. Dále potok teče jižním směrem. Po přijmutí bezejmenného potoka teče směrem na jihovýchod. Před Starými Hutěmi se stáčí zpět k jihu. Od Starých Hutí vede vedle potoka cyklotrasa. U studánky Na Hřebeni potok vtéká do PP Huťský potok. U rozcestníku Hřeben – hájovna se na potoce nachází Pstruhový rybník. Dále potok přijme zleva další bezejmenný tok, vyteče z PP Huťský potok a v nadmořské výšce 588 m se zleva vlévá do Včelničky.